# A9 (Letland)
De A9 is een hoofdweg in Letland die Riga verbindt met Liepāja aan de Oostzee. Vanaf Liepāja loopt de weg als A11 verder naar de Litouwse grens bij Rucava. De A9 begint aan de ringweg van Riga en loopt via Saldus naar de Liepāja. De weg is 199,6 kilometer lang.
A1 · A2 · A3 · A4 · A5 · A6 · A7 · A8 · A9 · A10 · A11 · A12 · A13 · A14 · A15